# SS- und Pol.-SG Lublin
Die SS- und Polizeisportgemeinschaft Lublin (kurz: SS- u. Pol.-SG Lublin) war während des Zweiten Weltkriegs ein kurzlebiger Sportverein aus der Stadt Lublin im besetzten Polen.

## Geschichte
Die Sportgemeinschaft wurde 1940 im besetzten Polen als Klub der in Lublin stationierten Einheiten der SS und Ordnungspolizei gegründet. Sie gehörte zu einem Netz von Sportvereinen mit dem gleichen Namen in mehreren polnischen Städten, die dem SS-Obergruppenführer Friedrich-Wilhelm Krüger unterstanden.
In der Saison 1941 wurde der Verein Meister im Distrikt Lublin der Gauliga Generalgouvernement. Im Halbfinale der Gaumeisterschaft unterlag die Mannschaft jedoch dem späteren Meister LSV Boelcke Krakau mit 0:2. 
Mit dem Vorrücken der Roten Armee in den Raum Lublin endete im Sommer 1944 die Existenz der Spielgemeinschaft.

## Erfolge
- Meister des Distrikts Lublin: 1941